# 国立空中大学
国立空中大学（こくりつくうちゅうだいがく、英語: National Open University）は、台湾新北市蘆洲区中正路172号に本部を置く台湾の国立大学。1986年創立、1986年大学設置。大学の略称は空大。

## 概要
主に社会人を対象としており、対面の通常授業に加えてテレビ、ラジオ、インターネットなどを利用した遠隔授業を行っている。新北市以外にも離島を含めて台湾全土に、独立に、あるいはほかの教育機関の一部を間借りする形で、14ヶ所の教育施設がある。
6つの学科と1つの共通科があり、全部で36コースが設置されている。専門はいわゆる文系であり、理学や医学などは扱わない。また、修業年限はない。
試験的に遠隔授業（インターネットを利用）のみによる大学院コースを設置していたが、2010年に政府による正式な設置の認定がなされた。現在は修士の学位を授与できるように整備中である。
また、空中専科進修学校という専門学校を併設している。

## 学科
- 人文学科
  - 文学/歷史/宗教および哲学/コミュニケーションおよび図書館情報学/外国語
- 社会科学学科
  - 心理/法学/社会学/教育/政治
- 商学科
  - 金融/経済/マーケティング/資産管理/会計および統計/総合
- 公共行政学科
  - 一般行政/人事行政/公共政策/労働関係/政治経済
- 生活科学学科
  - 家政/看護/カウンセリング/環境保護/観光/保健
- 管理情報学科
  - 企業管理/財務管理/綜合管理/資訊管理/資訊應用/資訊專業
- 共通コース
  - 国文学/外国語文学/憲法政治/一般教養

## 卒業生
- 白冰冰 - 梶原一騎の妻で、白暁燕の母